# ステキな恋の忘れ方
｢野蛮人のように｣より ステキな恋の忘れ方（「やばんじんのように」より ステキなこいのわすれかた）は、薬師丸ひろ子通算6枚目のシングル。1985年11月1日に発売された。発売元は東芝EMI（現・ユニバーサルミュージック）。(EP: WTP-17785)

## 解説
- 自身が出演した東映映画『野蛮人のように』の主題歌としてリリースされた[3]。
- 東芝製品のコマーシャルソングにも使用された。
- 楽曲提供者は井上陽水。
- TBS系音楽番組『ザ・ベストテン』では最高7位を記録した。オリコンチャートの登場週数は13週、チャート最高順位は週間4位、累計25.1万枚のセールスを記録した[1]。

## 収録曲
1. ｢野蛮人のようにステキな恋の忘れ方｣より ステキな恋の忘れ方　
  - 作詞・作曲: 井上陽水、編曲: 武部聡志

東映映画『野蛮人のように』主題歌。
東芝カラーテレビ コマーシャルソング。
2. 不思議よセ･ラ･ヴィ　
  - 作詞: 安井かずみ、作曲: 加藤和彦、編曲: 武部聡志

## カヴァーした歌手
- 中森明菜 - 2016年、アルバム『Belie』に収録。
- EnGene. - 2020年、7thシングル表題曲。

## 関連作品
- GOLDEN☆BEST 薬師丸ひろ子
- 薬師丸ひろ子 TWIN BEST
- エッセンシャル・ベスト 薬師丸ひろ子